# Mithril
Mithril („lucire gri” în sindarin), numit și „adevăratul argint” sau „argint de Moria”, este un metal fictiv din Pământul de Mijloc, din opera autorului britanic J. R. R. Tolkien. Apare în special în seria de romane Stăpânul inelelor.
Asemănător ca aspect cu argintul, dar nu-și pierde strălucirea, mithrilul este foarte rezistent la impact. Poate fi forjat și lustruit cu ușurință, fără ca să-și modifice calitățile.
Căutat cu aviditate de elfii și piticii Pământului de Mijloc, pentru proprietățile sale unice, mithrilul va provoca indirect căderea acestora din urmă, care vor pierde mina Moria din cauza acestuia.

## Denumiri
Termenul mithril este un termen sindarin compus din mith, „gris”, și ril, „sclipitor”, „strălucitor”. În quenya, acest metal se numește mistarillë. În limbile oamenilor, este desemnat prin numele său sindarin sau prin termenii „adevăratul argint” sau „argint de Moria”. Piticii au propriul lor termen pentru denumi acest metal, dar ținut secret.

## Istorie internă

### Proveniență

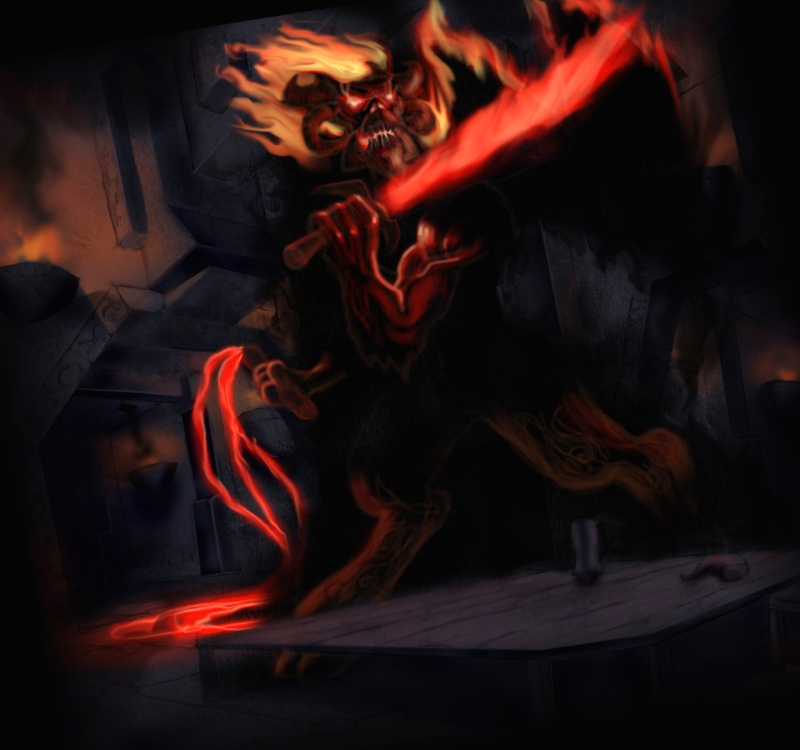
O reprezentare a Balrog de la Moria, denumit și „Flagelul lui Durin”.

În Stăpânul inelelor, Tolkien indică faptul că minele piticilor din Moria (Khazad-dûm) constituiau una din sursele principale cunoscute de mithril. Această caracteristică stabilește în mare măsură bogăția descendenților lui Durin și dorința lor constantă de a-și recuceri casa în pofida pericolelor. La Khazad-dûm, prospectând vâna principală de mithril, piticii au scos la iveală, din eroare, un Balrog din adâncimile minei, care i-a ruinat pe pitici și a distrus Moira. (1980 Al Treilea Ev). Atractia si posibilitatea obtinerii de mithril, pentru care aveau numeroase întrebuințări, au jucat și ele un rol in instalarea elfilor din Noldor / Ñoldor, conduși de către Celebrimbor în Eregion, la porțile Moirei.
Tot așa, în Povestiri și legende neterminate, Tolkien indică faptul că mithril-ul putea fi găsit la Númenor, în cursul celui de-Al Doilea Ev.

### Utilizări
Ductilitatea mithrilului, soliditatea lui și durabilitatea strălucirii sale au permis numeroase utilizări. Multe dintre artefactele importante din universul Pământului de Mijloc sunt compuse din mithril. Este îndeosebi cazul tunicii elfice din zale obținută de către Bilbo Baggins în Erebor, apoi dată lui Frodo; Nenya, inelul lui Galadriel, sau coifurile gărzilor citadelei Minas Tirith.
O utilizare specială a mithrilului este aceea sub formă de ithildin, un material vizibil doar la lumina stelelor și la lumina Lunii. În Hobbitul, harta Muntelui Singuratic al lui Thorin nu poartă inscripții pe bază de mithril, dar pana care a trasat aceste rune era dintr-un aliaj de mithril și argint, folosit și pentru inscripția de pe poarta de vest a minelor din Moria.

## Istorie externă
Termenul de mithril a apărut târziu în opera lui Tolkien, când a scris Stăpânul inelelor. Termenul a fost adăugat retrospectiv în cea de-a treia ediție revizuită a Hobbitului, termenul înlocuindu-l pe cel de „oțel argintiu”, folosit încă de la prima ediție (1937).

## Reutilizarea termenului

### Jocuri de rol și jocuri video
Numele mithril, uneori scris ușor diferit, este folosit în multe jocuri video și jocuri de rol pentru a desemna materiale apropiate ca aspect și caracteristici de mithril-ul din opera lui Tolkien.

### Jocuri de figurine
Mithril este și numele unei serii de figurine care ilustrează lumea lui Tolkien, create în 1988 de sculptorul Chris Tubb și publicate de compania Prince August.

### Materiale imaginare
- Adamantium
- Carbonadium
- Oricalc
- Unobtainium
- Vibranium